# Пахота символическая

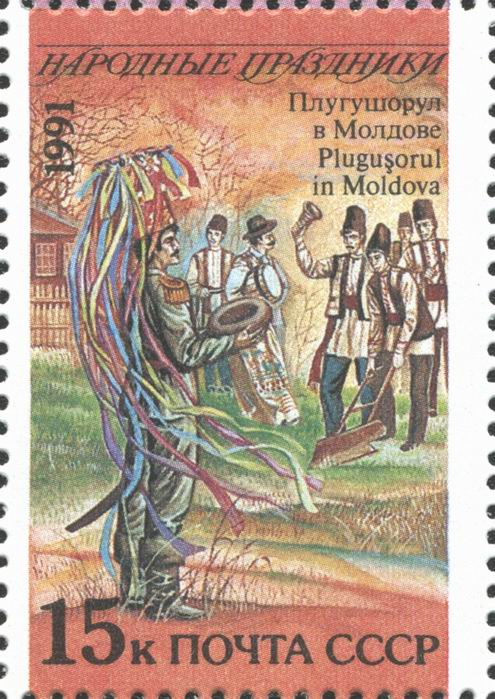
Плугушорул в Молдавии

Пахота символическая (Первая борозда) — обряд, совершаемый на Святки, Масленицу, в день, близкий к весеннему равноденствию или на Егория Вешнего. Обряд призван был обеспечить хороший урожай и благополучие на предстоящий сельскохозяйственный год.

## Русское Кликанья плуги
Кликанья плу́ги — русский обычай, связанный с пахотой, проводившийся на Крещенский вечер, а с введением нового года с 1 января, на Васильев вечер. Обряд шествия с плугом (авсень) сопровождался магическими действиями, пением заклинательных песен. Имитировался процесс пахания земли, при этом заклинали плуг, пели засевальные песни («На счастье, на здоровье, на новое лето, роди, Боже, жито пшеницу и лукавую пашницу»), поскольку русский крестьянин верил не столько в силу орудия, сколько в силу заклинания, которое могло заставить орудие делать то, что надо. Для «посева» собирали зёрна со всех дворов. Этот обряд, базировавшийся на магии подобия и магии «первого дня», должен был обеспечить в наступающем году плодотворную обработку земли и обильные всходы.

## Украинская Маланка
В исторических источниках XIX века на Украине зафиксирована обрядовая пахота. Щедровальники, проводя обряд Маланки под Новый год, тянули плуг и выполняли символическую вспашку снега и земли.
Иногда ряженые уже на Новый год вносили в дом плуг или только чапыги и имитировали пахоту после чего засевали.
По мнению некоторых исследователей когда-то этот обряд исполняли весной, о чём напоминают слова одной щедровки: «Щедрик, щедрик, щедровочка, прилетела ласточка».

## Болгарские Кукеры
Кукеры (болг. кукери, чауши, бабугери, станчинари, дервиши, кукувци) — ряженые на Святки или Масленицу у южных славян. В мифологии южных славян олицетворение плодородия.
Один из обрядов, которые выполняли кукеры — ритуальная пахота и посев, где центральной фигурой являлся царь (дед). Раньше обычно выбирали крестьянина, у которого первенец — мальчик или мальчики-близнецы. Для царя на деревенской площади мог быть накрыт стол и приготовлена трапеза. Царь три раза пробовал трапезу, запивал вином и произносил тосты за здравие, благополучие и плодородие. После этого впрягал кукеров в плуг, пахал, сеял и бороновал, произнося ритуальные слова благословения посевов. Обычно «царь» или главный «кукер» делал на главной площади три борозды и «засевал» их с пожеланием плодородия. Иногда в конце сева ряженые внезапно нападали на «царя» и «убивали» его. Затем «царь» воскресал
и начиналось бурное веселье.

## Чешские Ворачки
Ворачки (чеш. Voračky от orati — пахать) — чешский обряд обхода дворов ряжеными, совершающих ритуальную пахоту в Мясопуст или «на Рыгора» (12 марта). В Моравии также синоним Мясопустных проводов с ряжеными. Ворачки относятся к кругу магическо-общинных древних обрядов, смысл которых заключается в обеспечении плодородия и плодовитости на грядущий год. Обряд известен в Чехии ещё со средних веков.
Мясопустные Ворачки проходили три дня: с воскресенье по вторник перед Пепельной средой и заканчивались всегда в трактире.
Во время обряда ряженые по селу возили плуг на колёсиках (образ Мясопуста). Ряжеными как правило выступали «крестьянин», «баба», «еврей» и «трубочист» или девушками с соломенными венками на головах. Участники обряда носили корзины с песком, которым засевали борозду на снегу.
Во время обхода села ряженые обходили дворы, где их одаривали зерном, продуктами и монетами. Парень с сумкой и колоколом, типа церковного, собирали деньги, «еврей» собирал колбасу, сало и булочки в мешок, а «трубочист» копчёное мясо и яйца в суму или корзину. После обряда плуг разламывали на части, причём «пахарь» оказывался «раненым», и его на тачке отвозили в трактир. Мясопуст здесь выступал в роли ритуальной жертвы.
В Ходско в таверне девушки и молодицы (вышедшие замуж за прошедший год) клали деньги в специальную тарелку. Считалось, что та девушка, которая больше заплатит, имеет больше шансов надеяться, что в течение года «пойдёт под чепец» (выйдет замуж).
В то время как в других мясопустных обходах в Богемии и Моравии ходили только мужчины, порой в женских масках, в Ворачках могли принимать участие девушки и замужние женщины. Этот мясопустный обряд больше связан с предстоящими земледельческим годом и будущей хозяйственной деятельностью, чем с проводами зимы.
На «Рыгорских Ворачках» (чеш. řehořské voračky) ряжеными были парни. Они закрывали лицо соломой или мазали сажей, либо скрывали под маской. Процессия ходила под аккомпанемент музыкантов с песнями от дома к дому; на улице или в доме они танцевали с девушками, чествовали хозяина и хозяйку, от которых получили деньги и продукты. Собранное использовалось в основном на проведение праздника, на который приглашались музыканты, а иногда хозяева и девчата.
Плуг и сделанная им борозда имел большое значение также в зимних и Рождественских обычаях, которые уже практически исчезли.
Воспоминания остались лишь в песнях, в которых поётся о посевах и всходах.

## Курент в Словении
Продуцирующий характер символической пахоты ярко выражен в словенском обряде во время Мясопуста. В роли пахаря выступал традиционный масленичный ряженый «Курент», который был одет в вывернутый кожух и косматую шапку, которой приписывалась магическая сила, обвешан коровьими колокольчиками. Курент вёл плуг и носил с собой палку с набитой на конце ежовой кожей, которой он подгонял «коней» и оборонялся от дразнивших его детей. «Коней» изображали ряженые парни (oráči), увешанные по поясу звоночками и запряжённые в настоящий или сделанный из дерева плуг. «Орачи» с пением кружились по двору, проводя деревянным, плугом, на котором была укреплена сосенка или берёзка (символ вегетации), неглубокие борозды в снегу. «Курент» сыпал в борозду мякину, изображающую семена. Иногда на том же плуге с пением катали молодожёнов. Хозяйка выносила ряженым колбасу или яйца, веря, что если не одарить их, «Курент» может навести порчу на скотину, покатавшись по земле в её дворе.
В словенском Приморье парни начинали обход ранним утром, щелкая бичами и произнося благо пожелания перед каждым домом. Во главе процессии шёл, трубя в рог, «пастух», за ним четыре «коня» волокли тележку с навозом, покрытую полотном, в которой, скорчившись, сидел музыкант. Идущий за плугом «пахаре» время от времени падал на землю и кувыркался. В Костаневице в масленичный вторник «орачи» тащили плуг по улицам, а «плужар» время от времени снимал с крюка верёвку, за которую они тянули плуг, и вся цепочка падала на землю. В Добре полях «пахали» деревянной клюкой или перевернутой бороной, ряженый «бабой» сеял мякину, другой заравнивал борозды граблями. В области Горнего озера пахали настоящим плугом на настоящих конях, а ряженые, одетые в женскую одежду, сеяли в проведённую борозду опилки.

## Молдавский Плугушорул
Плугушорул (молд. и рум. Plugu ş orul, Pluguşorul, молд. Плугушорул «хождение с плугом») — новогоднее ритуальное опахивание села в Молдавии и Румынии, символизирующее полевые работы. Со временем обряд превратился в разновидность колядования. Компания ребят, часто из бедных семей, под Новый год ходила по селу, имитировала пахоту на волах и проводили первую борозду по снегу. Останавливаясь возле дома, самый бойкий читал колядку пахаря. Остальные размахивали кнутами, били ими по земле и выкрикивали пожелания. Кнуты предназначались для воображаемых волов, которые должны пахать в будущем году ещё лучше. Колядованию аккомпанировали колокольчиками и сопелкой. После пожеланий благополучия компания получала от хозяев калачи, орехи, яблоки или монетки.

## Польский обычай
В Польше сохранился обычай на Рождество класть лемех плуга на стол.

## Английский Плуговый понедельник
Плуговый или пахотный понедельник — как правило, первый понедельник после дня Богоявления (6 января). С этого дня начинается английский сельскохозяйственный год. Первое упоминание Плугового понедельника относится к концу XV века. Канун называют Плуговым воскресеньем.
С этого понедельника начинаются будни и люди возвращаются к отложенным с Рождества делам. В некоторых районах, особенно на севере и востоке Англии, компания парней тянули плуг от дома к дому, собирая деньги. Их часто сопровождали музыканты, «старая женщина» (Bessy), которую нередко изображал парень, и человек в роли шута. «Плужным пудингом» называют домашнюю колбасу (с салом и луком), которую в Норфолке и едят в этот день.